# Григорьевка (Соль-Илецкий район)
Григорьевка — село в Соль-Илецком районе Оренбургской области России. Бывший административный центр Григорьевского сельсовета.

## География
Село расположено на правом берегу реки Илека, в 21 км к востоко-юго-востоку (по трассе Р-239) от райцентра Соль-Илецка.

## История
Село основано в 1834 году как станица Григорьевская. Населена казаками и крестьянами Оренбургской, Самарской, Воронежской, Курской и Уфимской губерний. Название дано по отчеству наказного атамана Оренбургского казачьего войска Адама Григорьевича фон Энгельгарда, который выбрал место для поселенцев.
В 1918 году в ходе Гражданской войны станица Григорьевская была сожжена Красной Армией.

## Население
| 2010 |
| ---- |
| 1536 |

## Достопримечательности
Храм Архистратига Божия Михаила (РПЦ).
Мемориал воинам-землякам, погибшим в Великой Отечественной войне.

## Прославленные уроженцы
Константин Александрович Скрытников (1909—1945) — участник Великой Отечественной войны, Герой Советского Союза (1945).